# FC Dunărea Giurgiu
Fotbal Club Dunărea Giurgiu byl rumunský fotbalový klub sídlící ve městě Giurgiu. Byl založen v roce 1963, zanikl v roce 2012.

## Úspěchy
- Liga III ( 3x )
  - 1967/68, 1974/75, 2004/05

## Osobnosti klubu
| - Gino Iorgulescu - Adrian John Ene - Florin Constantin Coman - Alin Mădălin Dragne - Narcis Florin Pascu - Gabriel Daniel Popa - Dorel Daniel Bănaru - Sorin Mitică Bucă - Sorin Marian Zamfirescu - Claudiu Adrian Vasile - Ngassam Nana Falemi - Marius Cornel Bâtfoi - Petronel Liviu Comăneanu - Nicolae Lucian Nistorache - Ciprian Delian Ştreangă - Marius Ardeleanu |  | - Cristian Cojenel - Sabin Ilie - Viorel Leşeanu - Sandu Cojocaru - Raul Rusescu - Marius Tigoianu - Daniel Ochia - Liviu Comăneanu - Constantin Ungureanu - Crăciun Ionut Alexandru - Răzvan Damian - Tiberiu Păduraru - Marian Stan - Adrian Udrea - Augustin Ivaşcă - George Şanțmare - Vasile Tatarciuc |  | - Costel Ciocârlan - George Santmare - Răzvan Damian - Cosmin Sandu - Irinel Ioniță - Lucian Nistorache - Marius Zamfir - Virgil Lăscărache - Cătălin Gheorghe - Marinel Rusu - Dănuț Ruse - Cristian Ion - Adrian Mulțescu - Cătălin Peicu - George Barbu - Ionuț Țațârâ |